# Claude (Texas)
Claude er en amerikansk by og administrativt centrum for det amerikanske county Armstrong County i staten Texas. I 2000 havde byen et indbyggertal på 1.313.
35°6′27″N 101°21′51″V / 35.10750°N 101.36417°V